# Houston Toros
El Houston Toros fue un equipo de fútbol de los Estados Unidos que alguna vez estuvo en la USL Premier Development League, la cuarta liga de fútbol más importante del país.

## Historia
Fue fundado en el año 2002 en la ciudad de Houston, Texas como uno de los clubes de expansión de la USL Premier Development League en ese año. El club jugó dos temporadas en la USL Premier Development League hasta su desaparición en el año 2003 luego de los malos resultados y a la popularidad que tenía en Houston Dynamo de la MLS.

## Temporadas
| Año  | División | Liga    | Temporada Regular | Playoffs     | US Open Cup  |
| ---- | -------- | ------- | ----------------- | ------------ | ------------ |
| 2002 | 4        | USL PDL | 6º, Mid-South     | No clasificó | No clasificó |
| 2003 | 4        | USL PDL | 6º, Mid-South     | No clasificó | No clasificó |

## Estadios
- North Shore Senior High School, Houston, Texas 2003
- Freedom World Ranch, Houston, Texas 2003 (1 juego)
- Mustang Soccer Complex, Houston, Texas 2003 (1 juego)

## Jugadores

### Jugadores destacados
- Josh Gardner
- Arturo Álvarez